# ئی‌پی‌سی
ئی‌پی‌سی (سیریلیک صربی: Електропривреда Републике Српске) شرکت دولتی برق بوسنیایی است، که در سال ۱۹۹۲ تأسیس شد.